# Cantó de Mer
El cantó de Mer és un cantó francès del departament de Loir i Cher, situat al districte de Blois. Té 16 municipis i el cap és Mer.

## Municipis
- Avaray
- La Chapelle-Saint-Martin-en-Plaine
- Courbouzon
- Cour-sur-Loire
- Lestiou
- Maves
- Menars
- Mer
- Mulsans
- Suèvres
- Villexanton

## Història
| Data d'elecció                           | Identitat    | Partit                       | Qualitat |
| ---------------------------------------- | ------------ | ---------------------------- | -------- |
| 1945-1958                                | M. Dutemps   | Divers droite                |          |
| 1958-1982                                | M. Bauer     | Divers droite                |          |
| 1982-                                    | Claude Denis | UDF, després DL, després UMP |          |
| les dades anteriors no són pas conegudes |              |                              |          |
|                                          |              |                              |          |

## Demografia
| A partir de 1990: Població sense dobles comptes |